# 피터 제이슨
피터 제이슨(Peter Jason, 1944년 7월 22일 ~ 2025년 2월 20일)은 미국의 배우이다.

## 출연 작품
- 시스터 시티즈 (2016년)
- 하이 앤드 아웃사이드 (2016년)
- 리버 가드 (2015년)
- 세자르 차베스 (2014년)
- 리턴 투 제로 (2014년) - 게리 역
- 로보사피엔: 리부티드 (2013년)
- 호프리슬리 인 준 (2011년)
- 어드벤처스 인 플림툰스! (2011년)
- 밸리 오브 더 선 (2011년) - 마이론 맥길 역
- Son of Morning (2011) - 네드 젠슨 역
- 리틀 머더 (2011년)
- 브릭 노박스의 일기 (2010년)
- 락키드 인 (2010년)
- 하우 투 메이크 러브 투 어 우먼 (2010년)
- 폴링 업 (2009년)
- 트랜스포머: 패자의 역습 (2009년)
- 맨 후 케임 백 (2008년)
- 크래쉬 앤 번 (2008년) - 윈스턴 역
- 리차드 3세 (2008년)
- 밀크 (2008년)
- 플래닛 랩터 (2007년)
- 무빙 맥앨리스터 (2007년)
- The Christmas Card (2006)
- 슬레지: 디 언톨드 스토리 (2005년)
- 아메리칸 블랙 뷰티 (2005, American Black Beauty)
- 차고 지르기 (2005년)
- 프로스트바이트 (2005년) - 콜로넬 역
- 에일리언 아포칼립스 (2005년) - 대통령 뎀스키 역
- 랩터 아일랜드 (2004년)
- 헤어 하이 (2004년)
- 임프로리 오브 더 먼쓰 (2004년) - 빌 가틴 역
- 서바이빙 크리스마스 (2004년) - 슈이트 역
- 씨비스킷 (2003년)
- 13번째 아이 (2002년)
- 바그다드의 소년들 (2002년)
- 어댑테이션 (2002년)
- 언디스퓨티드 (2002년)
- 화성의 유령들 (2001년)
- 배트맨 비욘드: 더 무비 (1999년)
- 마이크 해머, 프라이빗 아이 (1997년) - Capt. 스킵 글리슨 역
- 배트맨 - 고담의 기사 (1997년)
- 단테스 피크 (1997년)
- 글리머 맨 (1996년)
- LA 탈출 (1996년)
- 저주받은 도시 (1995년)
- 와일드 빌 (1995년)
- 데몰리션니스트 (1995년)
- 모탈 컴뱃 (1995년)
- 레이지 (1995년)
- 콩고 (1995년)
- 매드니스 (1995년) - 미스터 폴 역
- 사라의 이중 생활 (1994년)
- 보디 백 (1993년)
- 저공 비행 (1993, Mercy Mission: The Rescue of Flight 771)
- 아라크네의 비밀 (1990년)
- 프롬 더 데드 오브 나이트 (1989년)
- 쟈니 핸섬 (1989년)
- 화성인 지구 정복 (1988년) - 길버트 역
- 할리우드 차차차 (1988년)
- 에이리언 네이션 (1988년)
- 레드 히트 (1988년)
- BBC 클럽 (1987년)
- 프린스 오브 다크니스 (1987년)
- 승리의 전쟁 (1986년)
- 5인의 특공대 (1985년)
- 백만장자 브루스터 (1985년) - 척 플레밍 역
- 엔젤 (1984년)
- 스트리트 오브 파이어 (1984년)
- 버터플라이 (1982년)
- 나이스 드림스 (1981년)
- 내 어깨 위의 천사 (1980년)
- 롱 라이더스 (1980년)
- 위기일발 해안 열차 (1979년)
- 리오 로보 (1970년)

### 텔레비전
- 딜론 보안관 (1970-73)
- 레밍턴 스틸 (1984-86)
- 데드우드 (2004-06)
- 위기의 주부들 (2006-07)